# Пиццьоло, Коррадо
Коррадо Пиццьоло (итал. Corrado Pizziolo; род. 23 декабря 1949, Скандолора, Зеро-Бранко, Тревизо, Венеция, Италия) — итальянский прелат. Епископ Витторио-Венето 19 ноября 2007 по 30 декабря 2024.

## Образование
Окончил Малую и Большую Семинарии в Тревизо. Имеет диплом теолога, полученного при факультете теологии Северной Италии.

## Церковная деятельность
20 сентября 1975 года рукоположён в священники в Тревизо. С 1975 года по 1981 год был викарием священника в приходе Сан-Мартино-ди-Лупари. С 1981 по 1985 годы — ассистент в Семинарии. С 1985 года он начал преподавать догматическое богословие в Богословском межъепархиальном институте Тревизо-Витторио-Венето и в богословской школы для мирян в Тревизо. В 1994 году ему было поручено следить за непрерывным образованием молодых священников.
В 1998 году он был назначен епископским викарием епархиального синода, в 1999 году и епископским делегатом для непрерывного обучения духовенства. В 2002 году назначен генеральным викарием и модератором епархиальной курии.
С 2001 года он осуществлял должность каноника собора.
19 ноября 2007 года Папа Бенедикт XVI назначил Коррадо Пиццьоло епископом Витторио-Венето, а 26 января 2008 года рукоположён в епископы.
30 декабря 2024 года Папа Франциск принял отставку Коррадо Пиццьоло с поста епископа Витторио-Венето по достижению возраста.